# Julio Bahamón Vanegas
Julio Bahamón Vanegas (Neiva, 14 de enero de 1947) es un político colombiano que ha sido Senador de la República, Representante a la Cámara y director departamental del Centro Democrático (Colombia) en el Huila.

## Biografía
Nacido en Neiva el 14 de enero de 1947, Julio estudió ingeniería civil en la Universidad de la Salle. Posteriormente, continuó sus estudios en la Universidad del Externado.
En 1971 fue nombrado director del Fondo Nacional de Caminos vecinales (FNCV), creado por el decreto 1650 de 1960 cuando era ministro de obras públicas el doctor Misael Pastrana, con el fin de promover la construcción, mejoramiento y conservación de los caminos vecinales o de índole regional. 
En 1972, fue nombrado Alcalde de Neiva, en el cual realizó la obra de canalización e higienización de la Quebrada de La Toma con una longitud 2.8 kilómetros.
Julio Bahamón Vanegas, destacado en la política colombiana, especialmente en el Huila, ha sido una figura representativa en el escenario político, evidenciando su influencia en varias legislaturas. Su participación como representante a la Cámara por el Huila, resalta por su constante esfuerzo en representar los intereses de su región, promoviendo proyectos que buscaban el desarrollo y bienestar de sus habitantes. La documentación histórica revela que fue elegido representante a la Cámara en los años 1982, 1991 y 1994, lo cual subraya su aceptación y respaldo dentro de la comunidad política y civil del Huila.
Su trabajo durante estas legislaturas se caracterizó por la defensa de políticas públicas orientadas al progreso social y económico, siendo un firme creyente en la importancia de fortalecer las infraestructuras locales y mejorar la calidad de vida de los ciudadanos. Este compromiso se refleja en su trayectoria electoral, donde Julio Bahamón se presentó como una figura clave dentro del Partido Liberal, demostrando su capacidad para unir diferentes facciones y liderar con visión hacia el futuro.
Durante la legislatura de 1997-1998, Julio Bahamón Vanegas jugó un papel activo en el Congreso Colombiano, participando en debates y presentando ponencias en proyectos de ley cruciales para el país. Uno de los proyectos destacados en los que trabajó estaba relacionado con la infraestructura vial, proponiendo la rehabilitación y construcción de carreteras en áreas estratégicas, lo cual refleja su compromiso con el desarrollo regional y nacional. Además, Bahamón Vanegas mostró un interés particular en la modernización de los sistemas de comunicación de Colombia, evidenciado por su participación en la discusión del proyecto de ley de televisión, que buscaba democratizar y regular el servicio de televisión en el país, subrayando su visión hacia una Colombia más conectada y accesible.
En el marco de la política colombiana, la contribución de Bahamón Vanegas durante estas importantes etapas de representación parlamentaria destaca por su liderazgo en iniciativas legislativas y su activa participación en debates críticos para la nación. Su legado como legislador se entiende mejor a través de su incansable trabajo por la comunidad del Huila, marcando un camino de dedicación y servicio público que sigue inspirando a nuevas generaciones de políticos en Colombia.
Bahamon Vanegas contribuyó también al proceso legislativo en Colombia como Representante a la Cámara. En este periodo, se abordaron importantes proyectos de ley enfocados en el desarrollo nacional, reformas institucionales y el fortalecimiento de la democracia. La participación de Bahamon Vanegas en este ciclo legislativo destaca por su compromiso con los temas sociales y su interés en promover políticas que beneficiaran a la comunidad colombiana en diversos ámbitos. Su labor en el Congreso refleja la dedicación a los principios de justicia y equidad, subrayando la importancia de la representación efectiva en la creación de leyes que respondan a las necesidades del país.
Julio Bahamón Vanega sigue siendo un participante activo en el diálogo político en Colombia. Recientemente, fue parte de un conversatorio sobre la percepción del gobierno actual, donde criticó la alianza del gobierno con políticos que considera corruptos y cuestionó la efectividad de los procesos de paz previos. Abordó temas como la reforma agraria y mostró escepticismo sobre la inclusión de ciertos actores en los diálogos de paz. Su enfoque fue crítico hacia lo que percibe como falta de un plan definido por parte del gobierno actual.
Julio Bahamon Vanegas también fue fuertemente cuestionado por retirar su apoyo a última hora al candidato de su partido a la Gobernación del departamento del Huila en la elección de 2023 lo cual generó el rechazo de miembros de su partido lo cual en días anteriores había estado recorriendo municipios y respaldando su candidatura.

## Secuestro
El 8 de febrero de 1997, Bahamón Vanegas se dirigía con su esquema de seguridad y una caravana de por lo menos 30 vehículos por la vía Puerto Rico - El Doncello. Al pasar por el puente de la inspección de La Esmeralda, fue abordado por guerrilleros que detuvieron el vehículo donde se movilizaba y se lo llevaron.
El 29 de abril, el político fue liberado en el Caquetá , quien esa misma noche del martes salió vía terrestre hacia a Neiva (Huila), sin que los organismos de seguridad detectaran su presencia a pesar de los retenes permanentes en las carreteras.